# Svetlana Moskalets
Svetlana Moskalets (en russe : Светлана Москалец ; née le 22 janvier 1969 à Mytichtchi) est une athlète russe spécialiste de l'heptathlon.

## Biographie

### Palmarès
| Date | Compétition                    | Lieu              | Résultat | Épreuve          | Performance |
| ---- | ------------------------------ | ----------------- | -------- | ---------------- | ----------- |
| 1994 | Goodwill Games                 | Saint-Pétersbourg | 2e       | Saut en longueur | 6,82 m      |
| 1994 | Championnats d'Europe          | Helsinki          | 5e       | Heptathlon       | 6 308 pts   |
| 1995 | Championnats du monde en salle | Barcelone         | 1re      | Pentathlon       | 4 834 pts   |
| 1995 | Championnats du monde          | Göteborg          | 2e       | Heptathlon       | 6 575 pts   |
| 1996 | Jeux olympiques                | Atlanta           | 14e      | Heptathlon       | 6 118 pts   |

### Records
| Épreuve               | Performance  | Lieu         | Date           |
| --------------------- | ------------ | ------------ | -------------- |
| Saut en longueur      | 6,93 m       | Götzis       | 28 mai 1995    |
| Heptathlon            | 6 598 points | Vladimir     | 17 juin 1994   |
| Pentathlon (en salle) | 4 866 points | Tcheliabinsk | 3 février 1995 |